# Paul Lüdicke

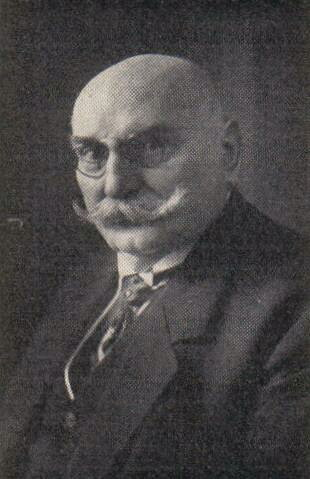
Paul Lüdicke

Paul Lüdicke (* 15. Januar 1866 in Friesack; † 1931 ebenda) war ein deutscher Rechtsanwalt, Notar und Abgeordneter in Berlin.

## Leben
Lüdickes Vater war jahrzehntelang Bürgermeister von Friesack. Paul Lüdicke besuchte die dortige Stadtschule und das Königstädtische Gymnasium (Berlin). Nach dem Abitur im Herbst 1885 studierte er zwei Semester Rechtswissenschaft an der Friedrichs-Universität Halle und der Friedrich-Wilhelms-Universität zu Berlin. Zum Sommersemester 1887 wechselte er an die Ludwig-Maximilians-Universität München. Nachdem er 1889 das Referendarexamen und 1893 die Assessorprüfung bestanden hatte, ließ er sich 1898 in Spandau als Rechtsanwalt nieder (Potsdamer Str. 44/45). 1900 erhielt er ein Notariat; vor allem mit Grundstücksgeschäften kam er später auf jährlich 1.600 Notariatsnummern. Er war Mitglied der Berliner Freimaurerloge Zum Pegasus.
Von 1901 bis 1919 war er Stadtverordneter von Spandau. Damit war er konservativer Gegenspieler von Kurt Woelck. Seit 1909 Stadtverordneten-Vorsteher, vertrat er Spandau im Verband Groß-Berlin. Von März 1918 bis zum 15. November 1918 saß er im brandenburgischen Provinziallandtag. Die Freikonservative Partei wählte ihn im Juni 1918 zum 1. Vorsitzenden ihrer  Fraktion. In der Berliner Stadtverordnetenversammlung war er Vorsitzender der deutschnationalen Fraktion. Im  Ersten Weltkrieg war er von 1914 bis Februar 1916 Justitiar beim Generalgouvernement Warschau.
Nach der Novemberrevolution gehörte er zu den Mitgründern der Deutschnationalen Volkspartei. Seit 1924 stellvertretender Fraktionsvorsitzender, wurde er im Januar 1928 zum  Fraktionsvorsitzenden der oppositionellen DNVP-Fraktion im Preußischen Landtag gewählt. Im „roten“ Spandau setzte er an Feiertagen die schwarz-weiß-rote Flagge. Als  Mitglied der verfassunggebenden Preußischen Landesversammlung war er Berichterstatter des Rechts- und Gemeindeausschusses. Seit 1920 Rechtsanwalt am Kammergericht, war er wegen seiner politischen Aufgaben selten in seiner Kanzlei; dennoch hielt er einmal monatlich einen Sprechtag in Friesack. Seit 1921 war Ernst Vollert in der Sozietät. Am 26. März 1930 sprach Lüdicke sich im preußischen Landtag gegen die Bestrafung der Mensur aus. Er starb mit 65 am Cor pulmonale und wurde am 12. März 1931 im Familiengrab beigesetzt.

## Corpsstudent

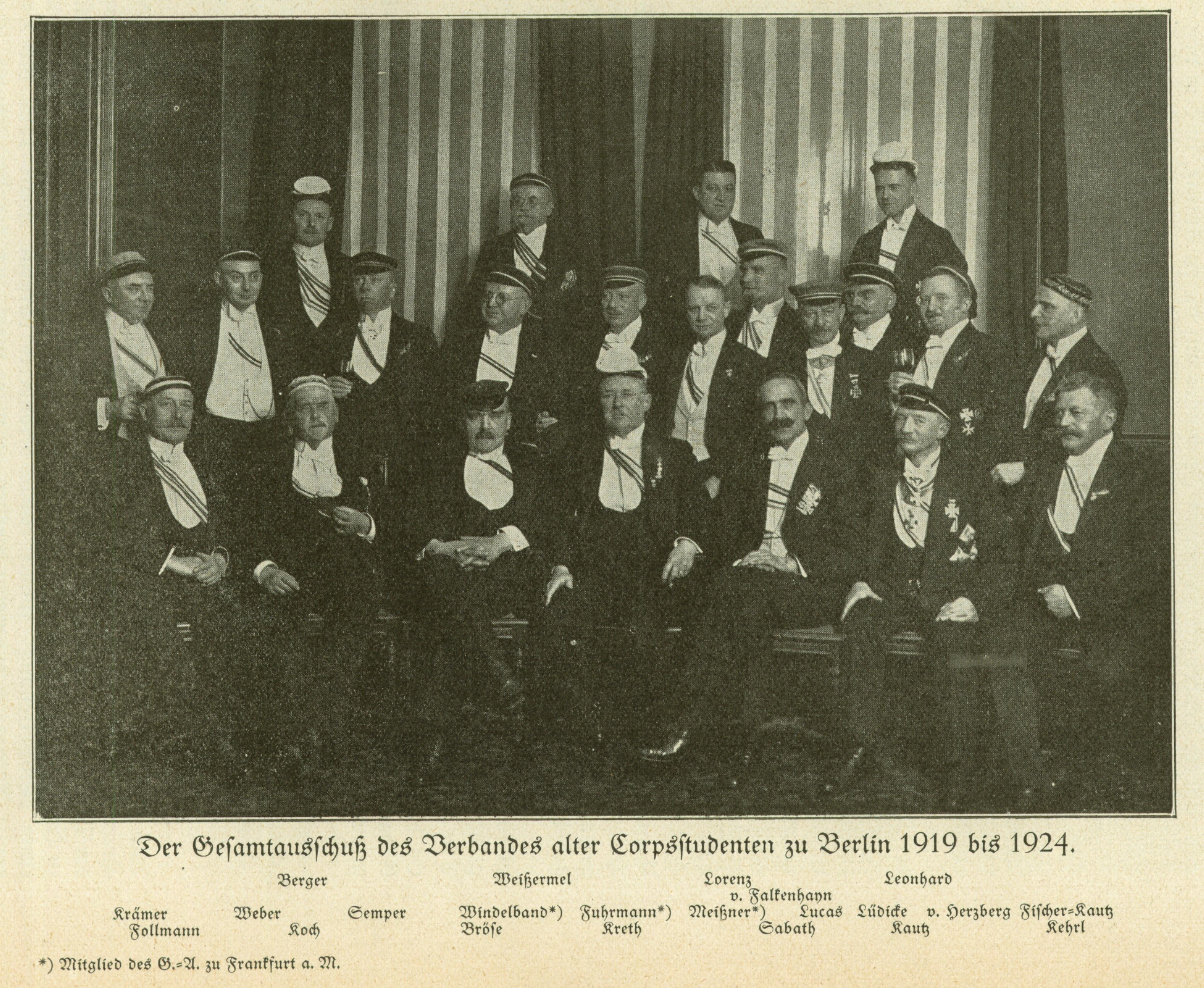
Gesamtausschuss Berlin mit Lüdicke

Lüdicke war im Sommersemester 1886 Fuchs im Corps Vandalia Berlin. Am 18. Mai 1887 (im 4. Studiensemester) wurde er bei Makaria München aktiv. Nach zwei Mensuren am 21. Juli 1887 recipiert, wurde er am 28. Oktober desselben Jahres wegen zu kurzer Aktivität ohne Band entlassen. Makaria verlieh ihm 1898 die Corpsschleife und am 31. Mai 1902 (einstimmig) das Band.
Die  Berliner AH-Vereinigung der Makaria, Teutonia Halle, Palaio-Alsatia und Hercynia Göttingen wählte ihn 1913 zum Vorsitzenden. Als Vorsitzender vom Berliner Bezirksverband Münchner Makaren war er häufiger Gast der Berliner Inaktivenvereinigung. Mit Runge förderte er den Abschluss der Verhältnisverträge mit Borussia Berlin und Littuania. Im Oktober 1919 gehörte er zu den Gründern des Spandauer AHSC. Von 1920 bis 1924 saß er im Gesamtausschuss  Berlin und bis 1922 in dessen Ausschuss für Corpspolitik. Am 16. Oktober 1926 vertrat er mit 38 Makaren sein Corps bei der Weihe des Löwendenkmals vor der Rudelsburg.

## Werke
- Die sozialdemokratische Mißwirtschaft in Preußen. Berlin 1921.

## Ehrungen
- Justizrat (1913)
- Kriegsverdienstkreuz
- Eisernes Kreuz 2. Klasse
- Roter Adlerorden IV. Klasse